# Esna
Pour l’article homonyme, voir Esna (chanteuse).
La cité égyptienne d'Esna, connue durant l'Antiquité sous les noms de Iounyt ou Senat puis Latópolis (en grec ancien : Λατωπολις), est située sur la rive ouest du Nil, à environ 55 km au sud de la ville de Louxor.
| O34 · N35 | G1 | X1 · O49 |

| O34 · N35 | G1 | X1 · O49 |

| O28 | W24 · N35 | M17 | M17 | X1 · O49 |

| O28 | W24 · N35 | M17 | M17 | X1 · O49 |

Le nom grec de la ville, Latópolis, fut donné en honneur de la perche du Nil (Lates niloticus), qui est le plus grand poisson parmi les 52 espèces du fleuve et qui était abondant dans cette région à l'époque. Ce poisson est d'ailleurs largement représenté dans les sculptures et il sert de symbole à la déesse Neith, associée par les Grecs à Pallas-Athéna, avec son bouclier. Younet/Latopolis fut la capitale du 3e nome de la forteresse de Haute-Égypte à la période de la domination de Nekhen (Hiérakonpolis) à l'période prédynastique égyptienne.
Deux ponts font office de barrage à Esna : l'un construit par l'Angleterre en 1906 et l'« Electricity Bridge » construit par l'Italie au début des années 1990. Beaucoup de ferries naviguent sur le Nil à cet endroit, et on peut croiser des touristes qui empruntent le fleuve pour aller de Louxor à Assouan, et qui passent devant Esna au cours de leur 155 km de voyage. Le trafic fluvial est très ralenti, étant donné que les différents bateaux doivent se disputer, et négocier, le passage des quelques mètres de largeur de l'écluse.
Les deux principaux éléments touristiques d'Esna sont le souk, qui remplit deux rues entières, et le temple de Khnoum, datant de l'époque ptolémaïque. La construction de ce temple commença sous Ptolémée VI et se termina durant la domination romaine, sous le commandement de Claude puis de Marc Aurèle. Le temple, encore en partie enterré, est situé sur un terrain 10 m plus bas que le reste de la ville.

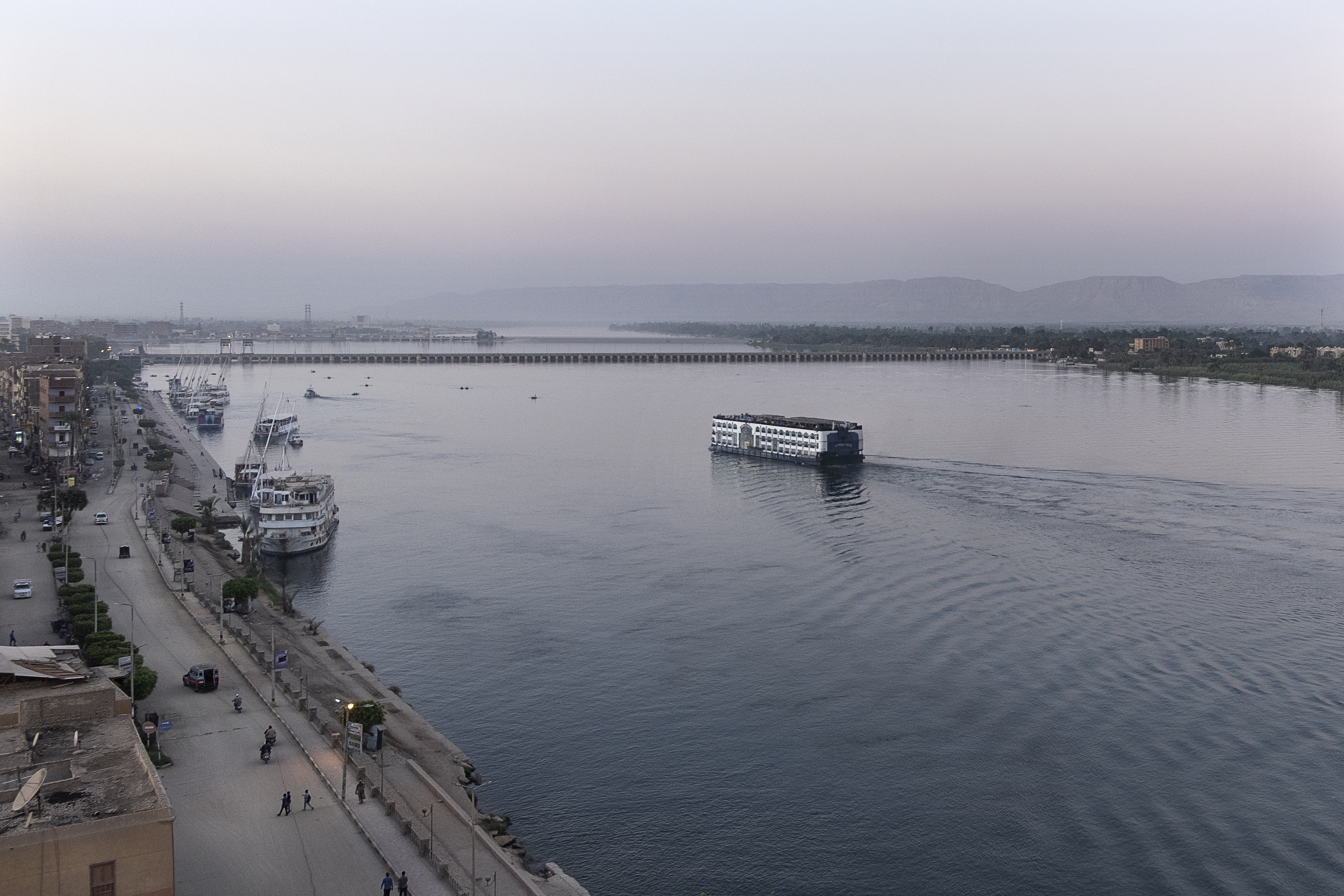
Le Nil à Esna.
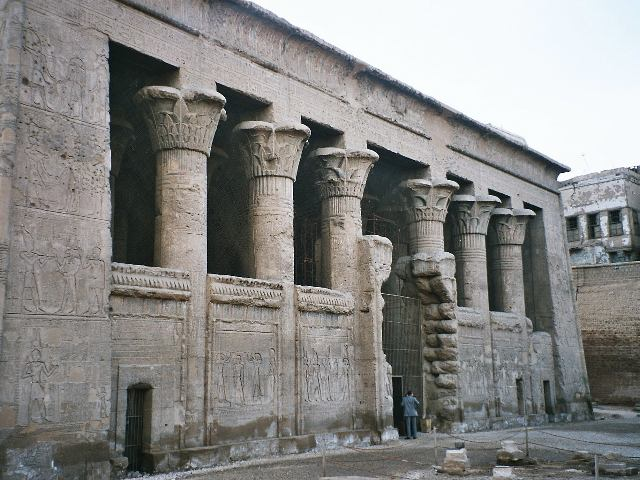
Le temple de Khnoum, à Esna.
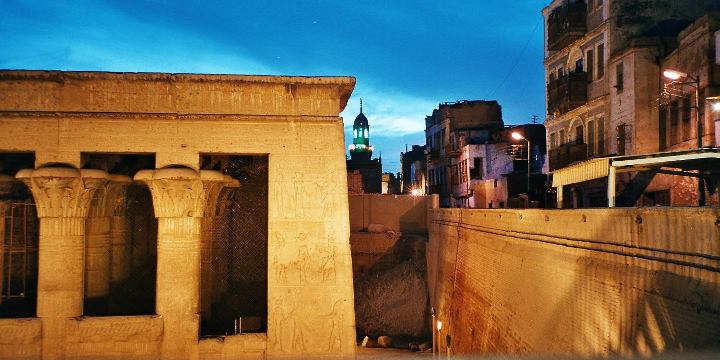
Le temple de Khnoum au crépuscule.